# CC Геркулеса
CC Геркулеса (лат. CC Herculis), HD 146772 — двойная затменная переменная звезда типа Алголя (EA) в созвездии Геркулеса на расстоянии приблизительно 1156 световых лет (около 354 парсек) от Солнца. Видимая звёздная величина звезды — от +13,1m до +10,2m. Орбитальный период — около 1,734 суток.
Открыта Лидией Петровной Цераской*.

## Характеристики
Первый компонент — белая звезда спектрального класса A0:, или A1Sr, или A1V, или A2. Масса — около 2,4 солнечной, радиус — около 1,72 солнечного, светимость — около 10,18 солнечной. Эффективная температура — около 7859 K.
Второй компонент — жёлтый субгигант спектрального класса G6IV. Масса — около 0,6 солнечной, радиус — около 2,3 солнечного, светимость — около 4,82 солнечной. Эффективная температура — около 5110 K.